# تخریب کتابخانه اسکندریه

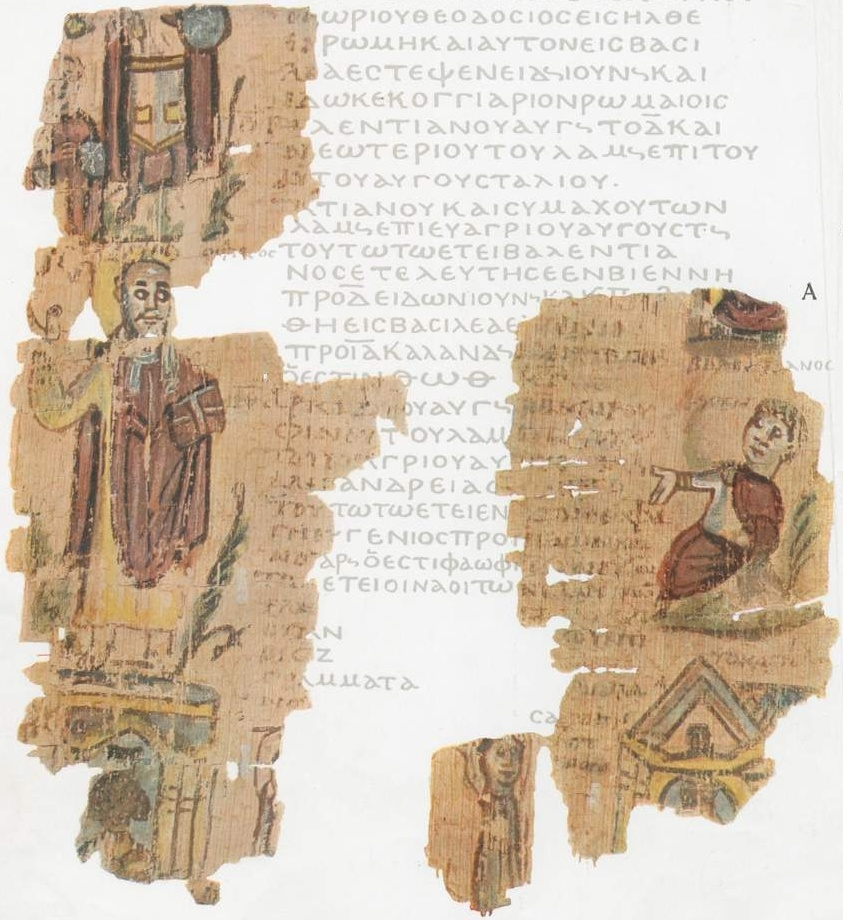
نقاشی از وقایع‌نامه جهانی اسکندریه که پاپ تئوفیلوس اسکندریه را در حالی که انجیل در دست دارد و پیروزمندانه بر فراز سراپیوم در سال ۳۹۱ میلادی ایستاده است، به تصویر میکشد

کتابخانه اسکندریه مصر یکی از بزرگترین و مهمترین کتابخانه‌های جهان باستان بود. این کتابخانه به خاطر سوزانده شدن که منجر به از دست رفتن مکتوبات و کتاب‌های بسیاری شد مشهور است و تبدیل به نمادی از «دانش و فرهنگ نابوده شده» شده‌است. فرهنگ‌های متفاوت یکدیگر را در طول تاریخ سرزنش کرده یا از مسئولیت نیاکان خود فاصله گرفته‌اند، و بدین ترتیب تکه‌های متناقض و ناکافی از منابع باستانی در خصوص جزئیات دقیق نابودی وجود دارد.

## فتح مصر به دست مسلمین
ارتش مسلمان عمرو عاص در سال ۶۴۲ میلادی اسکندریه را فتح کرد. پنج منبع عربی که مربوط حداقل ۵۰۰ سال پس از آن وقایع هستند سرنوشت کتابخانه را مورد اشاره قرار داده‌اند.
- عبداللطیف البغدادی (۱۱۶۲–۱۲۳۱) می‌گوید که کتابخانه به دست عمرو به دستور عمر بن خطاب نابود شد.[۲]
- این ماجرا در قفطی (۱۱۷۲–۱۲۴۸), إخبار العلماء بأخبار الحکماء، هم ذکر شده‌است.[۳]
- طولانی‌ترین روایت در اثر ابن عبری (۱۲۲۶–۱۲۸۶) آمده‌است.